# Cselnik Radoszláv
Cselnik Radoszláv (szerbül Радослав Челник, latin átírással Radoslav Čelnik) szerémségi származású szerb vajda,. A 16. században élt, 1526 és 1527 között Cserni Jován mellett harcolt a Délvidéken.
1526-ban menekült el a Szerémségből, amely Szávaszentdemeter elfoglalása után török uralom alá került. Először a törökök ellen harcolt, majd megszervezte a Bács vidékén a szerbek letelepedését.

Amikor a magyar urak miatt fellázadtak a szerbek, Jován kialakította saját kiskirályságát Szabadkán, Cselniket pedig seregeinek parancsnokává tette, így az önjelölt cár után a felkelés második vezére lett. Támogatta a többi familiáris vezető, Dolics Jován, Verlics Szubota és Literat Fábián is.

Amikor Jován csapatait megsemmisítették a sződfalvi csatában, Cselnik az Oszmán Birodalomba menekült, ahol a törökök szolgálatába állt. Egykori székhelyére, Szalánkeménre viszont már nem térhetett vissza. 1530-ban végleg elhagyta a Szerémséget, és egykori vezére példájára a Habsburgokat szolgálta haláláig.